# ミールザー・ハイダル・ドゥグラト

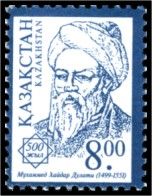
カザフスタンで発行された切手に描かれた肖像画。

ミールザー・ムハンマド・ハイダル・ドゥグラト（ペルシア語: میرزا محمد حیدر دولت بیگ, Mirza Muhammad Haidar Dughlat Beg, 1499年/1500年 - 1551年）は、モグーリスタン・ハン国（東チャガタイ・ハン国）の貴族、歴史家。テュルク系のドゥグラト部の出身でムガル帝国の創始者バーブルの従弟にあたる。著作の『ターリーヒ・ラシーディー』は14世紀から16世紀にかけての中央アジア史、特にモグーリスタン・ハン国史についての重要な史料で、バーブルの著書『バーブル・ナーマ』に比肩する歴史書として評価されている。

## 生涯

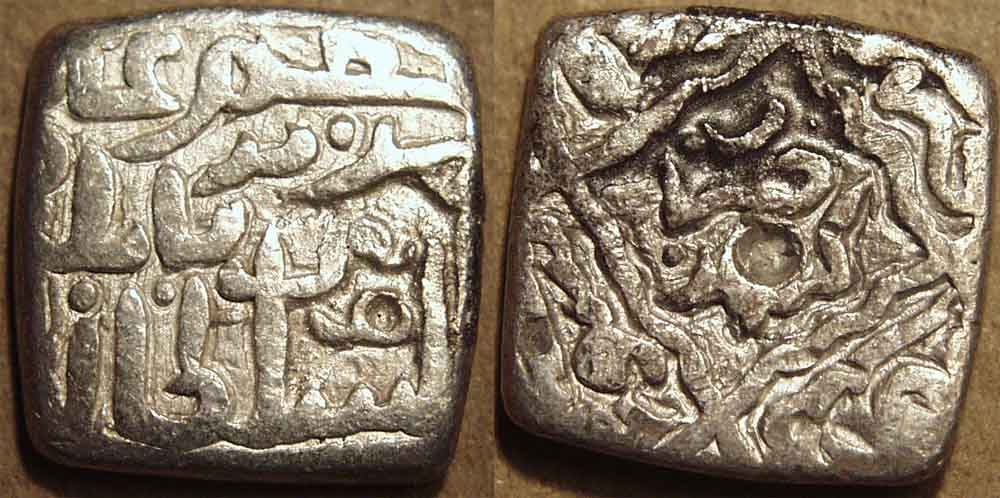
1533年にハイダル支配下のカシミールで鋳造された銀貨で、スルターン・サイードの名前が刻まれている。 表面にはal-sultan al-a'zam mir sa'id ghanという銘文が刻まれている。

ヒジュラ暦905年（1499年/1500年）に父のムハンマド・フサインの領地であるタシュケント近郊のウラ・テペでハイダルは誕生する。
1503年にハイダルと彼の姉妹はヒサールのホスロウ・シャーフに捕らえられ、1年をクンドゥズで過ごした。翌1504年にクンドゥズはウズベク国家のシャイバーニー朝に征服され、ハイダルはシャイバーニー朝の客将となっていたムハンマド・フサインと再会した。ハイダルはメッカ巡礼を望むムハンマド・フサインに連れられて父の領地のシャフリサブスを発ち、1505年に親密な交流があったカーブルのバーブルの元を訪れる。1506年にムハンマド・フサインはホラーサーン地方に向かったバーブルからカーブルの留守を任されるが、ハイダル、バーブルの義理の祖母であるシャーフ・ベギムがバーブルに対して起こした反乱に参加する。反乱が失敗に終わった後、バーブルに罪を許されたムハンマド・フサインはハイダルを伴ってホラーサーン地方に向かった。1507年にヘラートのティムール朝がシャイバーニー朝によって滅ぼされた後、ムハンマド・フサインはムハンマド・シャイバーニー・ハンに招かれてウズベクの宮廷を訪れ、ハイダルは義兄にあたるウバイドゥッラーと共にブハラに移った。ムハンマド・シャイバーニーはムハンマド・フサインがモグーリスタンのマフムード・ハンと合流することを恐れ、1508年にマフムード、ムハンマド・フサインの二人を暗殺する。
父が暗殺された後、ハイダルはブハラを脱出し、ヒジュラ暦913年（1507年/08年）にバダフシャーンを支配するティムール朝の王族ミールザー・ハンの保護を受けた。1509年にミールザー・ハンはバーブルの要請に応じて、ハイダルと16人の従者をカーブルに送り出したが、ハイダル、ミールザー・ハンのどちらも窮乏した状態にあったため、出立に際して十分な用意が整えられなかったという。カーブルに到着したハイダルは手厚いもてなしを受け、『ターリーヒ・ラシーディー』では常にバーブルが自分を側に置いていたこと、表向きはバーブルの兄弟や甥と同列に扱われていたが陰では息子に接するような態度をとっていたことを回想している。1510年末からバーブルが実施したシャイバーニー朝に対する軍事活動にハイダルも従軍し、ハイダルはモグール兵を率いてブハラ、サマルカンド攻撃に参加するが、バーブルは彼の身に注意を払っていた。1512年にバーブルがキョリ・マリクの戦いでウバイドゥッラーが率いるウズベク軍との戦闘に敗れた後、ハイダルはバーブルとともにヒサールに退却する。ヒサールに到着したバーブルの元に、アンディジャンを本拠とするモグーリスタンのスルターン・サイード・ハンからハイダルを自分の元に派遣するように求める使者が何度も送られ、ハイダルはサイードの元に送り出された。
ハイダルはスルタン・サイードのカシュガル、ヤルカンド遠征に参加し、勢力を回復したモグーリスタン・ハン国（ヤルカンド・ハン国）の重職に就いた。ハイダルはサイードの命令を受けてバダフシャーン、ヌーリスターンなどの土地に遠征を行った。1531年には聖戦（ジハード）のためラダック遠征を指揮するが、チベット攻撃は失敗に終わった。1533年にハイダルはサイードの代理としてカシミール地方に遠征を行った。しかし、ハイダルはカシミールに長く留まらず、現地の支配者と条約を締結し、スルターン・サイードの名前が刻まれた貨幣を鋳造した。

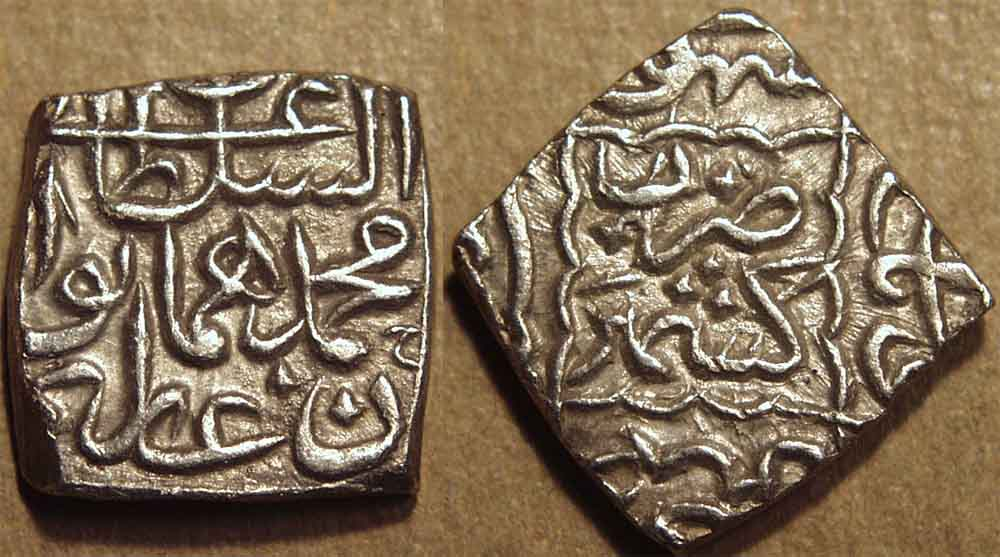
1546年から1550年にかけてハイダル支配下のカシミールで鋳造された、ムガル皇帝フマーユーンの名前が入れられた銀貨。表面にはal-sultan al-a'zam Muhammad humayun ghaziという銘文が刻まれている。

サイードが没した後、跡を継いだアブドゥッラシードは強大な力を有するドゥグラト部と対立し、ハイダルの叔父サイイド・ムハンマド・ミールザーを処刑する。ハイダルはモグーリスタンを追われ、これまで敵対していたバダフシャーンに亡命する。1537年にハイダルはカーブルを訪れ、ラーホールに駐屯していたバーブルの次男カームラーンの保護を受ける。1539年にハイダルはバーブルの長子であるムガル皇帝フマーユーンに身を寄せ、1540年のカナウジの戦いでバーブルの長子であるムガル皇帝フマーユーンは敗北を喫するが、この戦闘ではドゥグラト部もフマーユーンの側についていた。同1540年にハイダルはフマーユーンを援護するため、カシミールに帰還する。この地の支配権を巡って争いを続けていた土着勢力の一つがハイダルを招き入れ、カシミールに到着したハイダルはサイイド派の指導者ナズクをスルターンに擁立した。1541年にハイダルはカシミールを征服し、事実上の独立国家を形成した。フマーユーンがカーブルを奪回した後、1546年にハイダルはナズクを廃位し、ムガル皇帝の名前が刻まれた貨幣を発行する。1551年、ハイダルは反乱を起こしたカシミール人との戦闘で落命する。
ハイダルの遺体はカシミールのシュリーナガル内のGorstan e Shahiに埋葬されている。

## 著作
ハイダルが著した歴史書『ターリーヒ・ラシーディー（Tarikh-i-Rashidi）』は、ハイダル自身の回想録、中央アジア史の概説が収録された書物である。書名は「ラシードの歴史」を意味し、旧主であるアブドゥッラシードへの変わらぬ忠誠を示している。ハイダル自身のチャガタイ語の話者だったが、『ターリーヒ・ラシーディー』はペルシア語によって書かれている。モンゴルおよびモグーリスタン・ハン国の歴史の概説から成る「本史」とハイダル自身の回想録とモグーリスタン、チベット、カシミールの地誌について述べられた「簡史」の二部構成で、前者は1546年に、後者は1543年までに書き上げられた。ハイダルは従兄のバーブルに敬意を抱いており、『ターリーヒ・ラシーディー』の執筆に際してバーブルの自伝である『バーブル・ナーマ』のスタイルを模倣した。また、『ターリーヒ・ラシーディー』では1465年のカザフ・ハン国の建国についても言及されており、ハイダルが初期のカザフ・ハンの一人であるカーシム・ハンと個人的な交友があったことが述べられている。
1895年にネイ・エリアスとエドワード・デニソン・ロスによって『ターリーヒ・ラシーディー』は英語に翻訳された。後にロシア語訳本、新たな英訳本が出版された。

## 家族
ムハンマド・ハイダルはカシュガルの世襲的支配層であるドゥグラト部のアミールの家系に属する。ムハンマド・フサイン・ミールザー・クルカンを父に持ち、ユーヌス・ハンの娘であるフブ・ニガール・ハニムを母に持つ。父方の祖父であるムハンマド・ハイダル・ミールザー・クルカンはエセン・ブカ・ハンの娘ダウラト・ニガール・ハニムを妻としていた。ムハンマド・ハイダル・ミールザー・クルカンの父アミール・サイイド・アリー・クルカンはワイス・ハンの姉妹ウズン・スルターン・ハニムを妻に持ち、アリーの祖父フダーイダードはヒズル・ホージャからワイスまでの6人のモグーリスタンのハンを擁立した。
母のフブ・ニガール・ハニムはユーヌス・ハンとダウラト・ベグムの間に生まれた三女で、バーブルの母クトゥルク・ニガール・ハニムの妹にあたる。フブ・ニガール・ハニムは1500年に没した。

## 映画
2007年にカザフフィルム・スタジオは、Kalila Umarov監督のドキュメンタリー映画『ムハンマド・ハイダル・ドゥグラト（Мұхаммед Хайдар Дулати）』を製作した。

## 翻訳元記事参考文献
- Mansura Haidar (translator) (2002), Mirza Haidar Dughlat as Depicted in Persian Sources